# Vice-président de la république du Ghana
Le vice-président de la république du Ghana est le second personnage de l'exécutif de la république du Ghana.

## Histoire
La fonction de vice-président de la République est créée en 1979 avec la proclamation de la IIIe République avant de disparaître le 31 décembre 1981 lorsque la Constitution est suspendue par le coup d'État de Jerry Rawlings. Elle refait son apparition dans la Constitution de 1992 qui instaure la IVe République ghanéenne.

## Élection
Le vice-président est élu en même temps que le président, sur un « ticket » et pour la même durée de mandat de quatre ans.

## Pouvoirs
En cas de vacance de la fonction de président de la République pour décès, démission ou tout autre cause, le vice-président lui succède immédiatement et achève le mandat en cours.

## Liste des titulaires
| N°                                                      | Portrait                  | Titulaire (Naissance-mort)              | Élection  | Mandat            | Mandat                                       | Mandat                    | Parti politique | Parti politique | Président           |
| N°                                                      | Portrait                  | Titulaire (Naissance-mort)              | Élection  | Début             | Fin                                          | Durée                     | Parti politique | Parti politique | Président           |
| ------------------------------------------------------- | ------------------------- | --------------------------------------- | --------- | ----------------- | -------------------------------------------- | ------------------------- | --------------- | --------------- | ------------------- |
| 1                                                       | Joseph de Graft Johnson   | Joseph de Graft Johnson (1933-1999)     | 1979      | 24 septembre 1979 | 31 décembre 1981 (déposé par un coup d'État) | 2 ans, 3 mois et 7 jours  |                 | PNP             | Hilla Limann        |
| Fonction vacante du 31 décembre 1981 au 7 janvier 1993. |                           |                                         |           |                   |                                              |                           |                 |                 |                     |
| 2                                                       | Kow Nkensen Arkaah        | Kow Nkensen Arkaah (en) (1927-2001)     | 1992      | 7 janvier 1993    | 7 janvier 1997                               | 4 ans                     |                 | CPP             | Jerry Rawlings      |
| 3                                                       | John Atta-Mills           | John Atta Mills (1944-2012)             | 1996      | 7 janvier 1997    | 7 janvier 2001                               | 4 ans                     |                 | NDC             | Jerry Rawlings      |
| 4                                                       | Aliu Mahama               | Aliu Mahama (1946-2012)                 | 2000 2004 | 7 janvier 2001    | 7 janvier 2009                               | 8 ans                     |                 | NPP             | John Kufuor         |
| 5                                                       | John Dramani Mahama       | John Dramani Mahama (né en 1958)        | 2008      | 7 janvier 2009    | 24 juillet 2012                              | 3 ans, 6 mois et 17 jours |                 | NDC             | John Atta Mills     |
| 6                                                       | Kwesi Amissah-Arthur      | Kwesi Amissah-Arthur (1951-2018)        | —         | 6 août 2012       | 7 janvier 2013                               | 4 ans, 5 mois et 1 jour   |                 | NDC             | John Dramani Mahama |
| 6                                                       | Kwesi Amissah-Arthur      | Kwesi Amissah-Arthur (1951-2018)        | 2012      | 7 janvier 2013    | 7 janvier 2017                               | 4 ans, 5 mois et 1 jour   |                 | NDC             | John Dramani Mahama |
| 7                                                       | Mahamudu Bawumia          | Mahamudu Bawumia (né en 1963)           | 2016 2020 | 7 janvier 2017    | 7 janvier 2025                               | 8 ans                     |                 | NPP             | Nana Akufo-Addo     |
| 8                                                       | Jane Naana Opoku-Agyemang | Jane Naana Opoku-Agyemang (née en 1951) | 2024      | 7 janvier 2025    | en cours                                     | 4 mois et 3 jours         |                 | NDC             | John Dramani Mahama |